# فريدي سانشيز
فريدي سانشيز (بالإنجليزية: Freddy Sanchez) هو لاعب كرة قاعدة أمريكي، ولد في 21 ديسمبر 1977 في هوليوود في الولايات المتحدة.

## وصلات خارجية
- فريدي سانشيز على موقع دوري كرة القاعدة الرئيسي (الإنجليزية)
- فريدي سانشيز على موقعبيزبول رفرنس.كوم (الدوري الرئيسي) (الإنجليزية)
- فريدي سانشيز على موقعبيزبول رفرنس.كوم (الدوري الثانوي) (الإنجليزية)
- فريدي سانشيز على موقع إي إس بي إن.كوم (أم.أل.بي) (الإنجليزية)
- فريدي سانشيز على موقع مشجعي الرسوم البيانية (الإنجليزية)